# Diocesi di Puerto Iguazú
La diocesi di Puerto Iguazú (in latino Dioecesis Portus Iguassuensis) è una sede della Chiesa cattolica in Argentina suffraganea dell'arcidiocesi di Corrientes. Nel 2023 contava 262.697 battezzati su 363.469 abitanti. È retta dal vescovo Nicolás Baisi.

## Territorio
La diocesi comprende 5 dipartimenti della provincia di Misiones: Eldorado, General Manuel Belgrano, Iguazú, Montecarlo e San Pedro.
Sede vescovile è la città di Puerto Iguazú, dove si trova la cattedrale di Nostra Signora del Carmine.
Il territorio si estende su 18.658 km² ed è suddiviso in 37 parrocchie.

## Storia
La diocesi è stata eretta il 16 giugno 1986 con la bolla Abeunt alterna vice di papa Giovanni Paolo II, ricavandone il territorio dalla diocesi di Posadas.
Il 13 giugno 2009 ha ceduto una porzione del suo territorio a vantaggio dell'erezione della diocesi di Oberá.

## Cronotassi dei vescovi
Si omettono i periodi di sede vacante non superiori ai 2 anni o non storicamente accertati.
- Joaquín Piña Batllevell, S.I. † (16 giugno 1986 - 3 ottobre 2006 ritirato)
- Marcelo Raúl Martorell † (3 ottobre 2006 - 8 maggio 2020 ritirato)
- Nicolás Baisi, dall'8 maggio 2020

## Statistiche
La diocesi nel 2023 su una popolazione di 363.469 persone contava 262.697 battezzati, corrispondenti al 72,3% del totale.
| anno | popolazione | popolazione | popolazione | presbiteri | presbiteri | presbiteri | presbiteri                | diaconi | religiosi | religiosi | parrocchie |
| anno | battezzati  | totale      | %           | numero     | secolari   | regolari   | battezzati per presbitero | diaconi | uomini    | donne     | parrocchie |
| ---- | ----------- | ----------- | ----------- | ---------- | ---------- | ---------- | ------------------------- | ------- | --------- | --------- | ---------- |
| 1990 | 160.000     | 210.000     | 76,2        | 21         | 2          | 19         | 7.619                     | 3       | 23        | 71        | 16         |
| 1999 | 190.000     | 261.000     | 72,8        | 42         | 22         | 20         | 4.523                     | 17      | 20        | 83        | 23         |
| 2000 | 192.000     | 264.000     | 72,7        | 41         | 21         | 20         | 4.682                     | 19      | 20        | 80        | 24         |
| 2001 | 200.000     | 280.000     | 71,4        | 41         | 21         | 20         | 4.878                     | 20      | 20        | 82        | 24         |
| 2002 | 205.000     | 290.000     | 70,7        | 38         | 21         | 17         | 5.394                     | 21      | 18        | 80        | 24         |
| 2003 | 210.000     | 295.000     | 71,2        | 40         | 22         | 18         | 5.250                     | 22      | 24        | 77        | 24         |
| 2004 | 210.000     | 300.000     | 70,0        | 39         | 19         | 20         | 5.384                     | 21      | 20        | 75        | 25         |
| 2013 | 177.200     | 244.600     | 72,4        | 41         | 24         | 17         | 4.321                     | 34      | 20        | 62        | 30         |
| 2016 | 348.430     | 483.930     | 72,0        | 44         | 32         | 12         | 7.918                     | 34      | 13        | 39        | 30         |
| 2019 | 354.000     | 495.000     | 71,5        | 44         | 33         | 11         | 8.045                     | 34      | 11        | 60        | 33         |
| 2021 | 380.120     | 511.000     | 74,4        | 53         | 42         | 11         | 7.172                     | 34      | 13        | 32        | 36         |
| 2023 | 262.697     | 363.469     | 72,3        | 55         | 45         | 10         | 4.776                     | 43      | 10        | 21        | 37         |